# 熊坂学
熊坂 学（くまさか まなぶ、1977年5月17日 - ）は、将棋棋士。中原誠十六世名人門下。棋士番号は244。宮城県仙台市出身。

## 棋歴
第30回（2001年度後期）三段リーグで、13勝5敗で大平武洋に次ぐ2位に入り、24歳で四段昇段。三段リーグでは、当時中学3年生で後に永世竜王となる渡辺明と2度対戦し、いずれも勝利した。
しかしプロ入り後は、順位戦では初参加の第61期（2002年度）から3期連続で降級点を喫し、順位戦の制度上最短記録・最年少記録（27歳）でフリークラスに陥落してしまった。
成績は第61期で2勝8敗（45人中43位）・第62期で3勝7敗（44人中37位）・第63期で2勝8敗（47人中44位）。B級2組以下の順位戦が1期あたり10戦に定着した第27期（1972年度）以降の、初参加期順位戦における最少勝数の記録でもある。
2005年度の第31期棋王戦予選決勝で、中座真五段に勝ち、本戦に出場。現役13年において、タイトル戦の本戦出場はこれが唯一であった。
2010年10月8日、第23期竜王戦6組昇級者決定戦（3位決定戦）で櫛田陽一に勝って5組昇級を決め、竜王戦・順位戦を通じて棋士人生初の昇級。2014年5月22日、第27期竜王戦5組残留者決定戦で川上猛に破れ6組に降級。
2014年8月3日（放送日）、第64回NHK杯テレビ将棋トーナメントにて本戦初出場。1回戦で香川愛生と対戦。香川の師匠の中村修九段が解説者であるにもかかわらず「熊坂、金を取れ、よし、取った！」と声を出すほどの熱戦を繰り広げ、96手で全棋士参加棋戦の本戦での初勝利を挙げた。
同年11月23日（放送日・対局は後述の森内戦の前）の2回戦も、インタビュー時に「最近、少し調子がいい」と謙遜して答えていたが、惜しくも畠山鎮七段に敗れた。
2014年10月22日、第56期王位戦予選2回戦で森内俊之竜王に勝利。フリークラス所属の棋士がタイトルホルダーに勝利したのは、2008年の第16期銀河戦本戦トーナメント(Hブロック11回戦)で中原誠永世十段が羽生善治名人に勝利して以来6年ぶり。順位戦の最高所属クラスがC級2組であるフリークラス棋士がタイトルホルダーに勝利したのは、2005年の第13期銀河戦決勝トーナメントで櫛田陽一六段が佐藤康光棋聖に勝利して以来9年ぶり。中原・櫛田の両者は自らの意志で転出した「宣言によるフリークラス棋士」であるため、「順位戦陥落による編入フリークラス棋士」がタイトルホルダーに勝利したのは史上初であった。
このような状況の中、熊坂は2014年度末までのフリークラスの在籍期限が迫っていた。在籍期限を過ぎると年度末での引退決定となり、引退を回避するには2014年度中の順位戦C級2組への復帰が条件であった。
順位戦C級2組への復帰の条件を満たすためには、以下のいずれかの成績達成が必要であった。
- 良い所取り連続30局以上の勝率が6割5分以上（連続30局で20勝10敗、勝率.667など）
- 年度成績（4月から翌年3月まで）で「参加棋戦数(9)＋8」勝以上の成績を挙げ、なおかつ勝率6割以上。
- 年間対局数（4月から翌年3月まで）が「（参加棋戦[9]＋1）×3」局以上
- 全棋士参加棋戦優勝またはタイトル戦挑戦。

2015年2月5日、第28期竜王戦6組ランキング戦2回戦で熊坂は渡辺大夢に勝利。

この時点における熊坂の成績と順位戦C級2組への復帰までの条件は、
- 連続27局の成績：17勝10敗（第64回NHK杯戦予選1回戦からの連続27局）
→ 直後の3局を3連勝が必要【「連続30局で20勝10敗」達成までの条件】
- 2014年度の成績：14勝10敗（2014年4月から2015年3月まで）
→ 年度末まで3勝1敗以上が必要【「年度成績17勝11敗 = 17勝以上かつ勝率6割以上」達成までの条件】
あるいは
→ 年度末までに6局の対局実施が必要【年間対局数30局までの条件】

であった。
2015年2月19日に行なわれた第65回NHK杯テレビ将棋トーナメント予選は同日に予選決勝まで最大3局を実施することから、予選3局を勝ち抜ければ「3連勝」の条件を達成できるところであったが、予選1回戦で大平武洋に勝利するも、予選2回戦では高橋道雄に敗れ「連続30局で20勝10敗」は達成出来なかった。
次の対局となった3月19日の第28期竜王戦6組ランキング戦3回戦では増田康宏に敗れて「年度15勝12敗」となり、「年度成績が17勝11敗」も達成出来なかった。また、この対局が2014年度最後の対局となり、年間対局数も27局で「復帰条件の30局」に及ばなかった。
2015年4月1日、フリークラス編入者の在籍年限となる10年が経過したことにより、連盟より引退が発表される。5月7日、第28期竜王戦6組昇級者決定戦2回戦で石井健太郎に敗れ、この対局をもって現役引退となった。1994年4月に順位戦制度及びフリークラス規定が現行のものになって以降、四段昇段から最短の13年1ヶ月での現役引退となった。棋士番号200番台の棋士として、そして21世紀に四段昇段した棋士としても初めての引退であった。

### 引退回避の可能性に関する報道
熊坂は2014年2月25日のNHK杯将棋トーナメント予選から、フリークラス在籍期限である2015年3月31日までの間、公式戦30局で18勝12敗の成績を収めていた。前述の通りこの時点ではC級2組昇級に必要な成績に達しておらず、4月1日に引退が発表された。しかし、仮にそこから5連勝して直近35局の成績を23勝12敗（勝率.657）としていれば、数字の上ではC級2組昇級規定「良い所取りで、30局以上の勝率が6割5分以上」を満たしていたことになる。引退発表後であってもこの昇級規定によるC級2組復帰、そして現役続行が可能であるかが焦点となるが、この前後の産経新聞と読売新聞の記事において、5連勝すれば引退が回避できると解釈できる報道がなされた。
そもそも、C級2組から陥落したフリークラス棋士の引退規定は「陥落後10年以内にC級2組に昇級できないと引退になります。」とされている。しかし、毎年度後半に予選が開始する棋戦（竜王戦・棋王戦・王将戦・NHK杯など）で勝ち残った場合、各年度末に引退が内定した後、翌年度にも対局が組まれる場合がある。当該対局を欠場扱い（不戦敗）とすると棋戦運用上不都合が生じたため、日本将棋連盟は2010年に棋士の引退日付を「引退が決まった年度に勝ち残っていた棋戦の最終対局日」に変更していた。
熊坂が2014年度末に引退が決まった際も、4月以降に竜王戦6組昇級者決定戦が組まれており、規定によれば引退日は昇級者決定戦で敗退した対局の日付となる。そのため、2015年4月1日付の日本将棋連盟ウェブサイトのリリースでは引退棋士の一覧に熊坂が含まれていたものの、引退日・最終対局日は「未定」とされていた。
熊坂が竜王戦6組ランキング戦で敗退したことを受け、産経新聞の記事（2015年3月23日）は「C級2組復帰条件の一つ、勝率6割5分以上に手が届く所まで来ているが、19日の竜王戦6組ランキング戦に敗れ、今後5連勝が必要となった。」としている。年度内に5局対局することは現実的ではなく、実際に対局は組まれなかった。つまり「年度内に5連勝」は事実上不可能であり、また記事の見出しが「現役続行へ試練の戦い」と現役続行の可能性があることを示唆していることから、この記事は「年度を跨いだ5連勝」であっても引退が回避できるという見方をとっていると解釈できる。このほか、将棋ライター・観戦記者の君島俊介は同日のツイートで、年度を跨いで昇級規定を満たしても「問題ない」と解説している。
また、引退リリース翌日の4月2日、読売新聞は将棋欄で2014年度の引退者について言及するなかで「対局があれば最終対局日で引退。ただし熊坂は竜王戦で5連勝すればフリークラス返上、現役続行となる。」と明言した。一方で当時現役棋士だった田丸昇は2015年5月25日付のブログで「順位戦の復帰規定も竜王戦限定の現役続行規定も、フリークラス降級後10年が経過して引退が内定した時点の成績のみが対象となり、熊坂のケースも仮に引退内定後に5連勝したとしても翌期順位戦には復帰できず正式に引退となる」旨を明言していた。

## 人物
棋士間での愛称は「くま君」である。
2006年から2010年12月まで日本将棋連盟のレディースセミナー講師として活動。
奨励会時代の1995年から都内に居住していたが、2010年秋より故郷である仙台市に転居した。
2011年1月より、自身のTwitterを開設。自身の趣味や私生活に関する投稿が多い。同年3月11日の東日本大震災で被災した際には、無事の報告と被災者を激励する為に活用した。
被災生活の最中にあった2011年5月7日に、第69期名人戦第3局（森内俊之九段対羽生善治名人）が行われた際は、同じ被災地の郡山市において大盤解説会を行った。
将棋の普及活動、とくに子供たちへの指導・啓蒙に熱心であり、全国のヤマダ電機店舗で2011年9月より開催されている、日本将棋連盟公認の「こども将棋教室」においては、テックランド仙台東店担当講師として活動している。
2014年5月24日、仙台市青葉区のフォレスト仙台にて杜の熊さん将棋教室を開講。
2021年4月より仙台市に開設される日本将棋連盟「東北研修会」の幹事を東北出身棋士等（中川大輔、佐藤秀司、阿部健治郎、加藤結李愛=指導担当）と務める。

### 瀬川晶司プロ編入試験
2005年、瀬川晶司のフリークラス編入試験の試験官（対局者）を務めると発表されたが、「連絡の行き違いのため」として熊坂の兄弟子である高野秀行に交代となった。
『瀬川晶司はなぜ棋士になれたのか』によると、当事者への連絡が無いまま試験官を熊坂らが務める旨の発表がなされ、瀬川の親友の野月浩貴が熊坂に確認をとったところ「なぜ自分なのか」と言われたという。
その高野はプロ試験六番勝負の第5局で瀬川に敗れ、この結果瀬川は3勝2敗でプロ入りを認められることになった。
ちなみに、瀬川のプロ入り後、熊坂は瀬川に対して3連勝していたが、2014年8月13日に行われた第86期棋聖戦一次予選で初黒星を喫した。

## 棋風
- 「子供の頃からずっと居飛車党」であると本人は意識している。飛車を振る場合も「自分の場合は泥臭い振り飛車」だと言う[17]。雁木や陽動振り飛車といった力戦型にすることも多い。
- 終盤に関しては手ごわいと定評があり、特に裸玉に近い状態になってからの粘りを得意としている。
- 対局開始前の駒の並べ方について、プロで一般的な大橋流/伊藤流のどちらとも異なる独自の並べ方（一部では「熊坂流」とも称される）を採用している[18]。

## 昇段履歴
- 1991年09月00日 ： 6級
- 1996年12月00日 ： 初段
- 1998年09月00日 ： 三段（第24回奨励会三段リーグ<1998年度後期>から三段リーグに参加）
- 2002年04月01日 ： 四段（第30回奨励会三段リーグ成績2位、13勝5敗） = プロ入り
- 2005年04月01日 ： 四段（フリークラス編入、通算38勝52敗）
- 2011年04月01日 ： 五段（フリークラス規定、通算92勝114敗）[19]
- 2015年05月07日 ： 引退（通算123勝156敗）[1]
- 2023年04月01日 ： 六段（引退棋士規定）[20]

## 主な成績
- タイトル戦の本戦出場 棋王戦（第31期）
- 全棋士参加棋戦の本戦出場 NHK杯将棋トーナメント（2014年度）
- 2012年7月20日、通算100勝達成（第84期棋聖戦、対佐々木勇気戦）

記録
- 順位戦からフリークラス降級までの在籍期間最短記録（在籍3年 = 制度上最短での降級）
- 順位戦からフリークラス降級時の最年少記録（27歳）
- 順位戦初年度における勝数最少記録（2勝8敗）[注 1]
- プロ入りから規定による引退までの現役日数最短記録（13年37日 = 現行の順位戦制度で最短）
- 規定による引退時の最年少記録（37歳355日 = 現行の順位戦制度で最年少）

### 在籍クラス
| 開始 年度 | (出典)順位戦出典 | (出典)順位戦出典     | (出典)順位戦出典     | (出典)順位戦出典     | (出典)順位戦出典     | (出典)順位戦出典     | (出典)順位戦出典     | (出典)順位戦出典     | (出典)竜王戦出典 | (出典)竜王戦出典 | (出典)竜王戦出典 | (出典)竜王戦出典 | (出典)竜王戦出典 | (出典)竜王戦出典 | (出典)竜王戦出典 | (出典)竜王戦出典 | (出典)竜王戦出典 | (出典)竜王戦出典 |
| 開始 年度 | 期               | 名人                 | A級                  | B級                  | B級                  | C級                  | C級                  | 0                    | 期               | 竜王             | 1組              | 2組              | 3組              | 4組              | 5組              | 6組              | 決勝 T           |                  |
| 開始 年度 | 期               | 名人                 | A級                  | 1組                  | 2組                  | 1組                  | 2組                  | 0                    | 期               | 竜王             | 1組              | 2組              | 3組              | 4組              | 5組              | 6組              | 決勝 T           |                  |
| --- | ---------------- | -------------------- | -------------------- | -------------------- | -------------------- | -------------------- | -------------------- | -------------------- | ---------------- | ---------------- | ---------------- | ---------------- | ---------------- | ---------------- | ---------------- | ---------------- | ---------------- | ---------------- |
| 2002 | 61               |                      |                      |                      |                      |                      | C245x                | 2-8                  | 16               |                  |                  |                  |                  |                  |                  | 6組              | --               | 5-2              |
| 2003 | 62               |                      |                      |                      |                      |                      | C239*x               | 3-7                  | 17               |                  |                  |                  |                  |                  |                  | 6組              | --               | 4-2              |
| 2004 | 63               |                      |                      |                      |                      |                      | C238**x              | 2-8                  | 18               |                  |                  |                  |                  |                  |                  | 6組              | --               | 2-2              |
| 2005 | 64               |                      |                      |                      |                      |                      |                      | F編                  | 19               |                  |                  |                  |                  |                  |                  | 6組              | --               | 2-2              |
| 2006 | 65               |                      |                      |                      |                      |                      |                      | F編                  | 20               |                  |                  |                  |                  |                  |                  | 6組              | --               | 5-2              |
| 2007 | 66               |                      |                      |                      |                      |                      |                      | F編                  | 21               |                  |                  |                  |                  |                  |                  | 6組              | --               | 3-2              |
| 2008 | 67               |                      |                      |                      |                      |                      |                      | F編                  | 22               |                  |                  |                  |                  |                  |                  | 6組              | --               | 3-2              |
| 2009 | 68               |                      |                      |                      |                      |                      |                      | F編                  | 23               |                  |                  |                  |                  |                  |                  | 6組              | --               | 6-1              |
| 2010 | 69               |                      |                      |                      |                      |                      |                      | F編                  | 24               |                  |                  |                  |                  |                  | 5組              |                  | --               | 1-2              |
| 2011 | 70               |                      |                      |                      |                      |                      |                      | F編                  | 25               |                  |                  |                  |                  |                  | 5組              |                  | --               | 2-2              |
| 2012 | 71               |                      |                      |                      |                      |                      |                      | F編                  | 26               |                  |                  |                  |                  |                  | 5組              |                  | --               | 1-2              |
| 2013 | 72               |                      |                      |                      |                      |                      |                      | F編                  | 27               |                  |                  |                  |                  |                  | 5組              |                  | --               | 0-3              |
| 2014 | 73               |                      |                      |                      |                      |                      |                      | F編                  | 28               |                  |                  |                  |                  |                  |                  | 6組              | --               | 1-2              |
| 2015 |                  | 2015年5月7日付で引退 | 2015年5月7日付で引退 | 2015年5月7日付で引退 | 2015年5月7日付で引退 | 2015年5月7日付で引退 | 2015年5月7日付で引退 | 2015年5月7日付で引退 |                  |                  |                  |                  |                  |                  |                  |                  |                  |                  |
| 順位戦、竜王戦の 枠表記 は挑戦者。右欄の数字は勝-敗(番勝負/PO含まず)。 順位戦の右数字はクラス内順位 ( x当期降級点 / *累積降級点 / +降級点消去 ) 順位戦の「F編」はフリークラス編入 /「F宣」は宣言によるフリークラス転出。 竜王戦の 太字 はランキング戦優勝、竜王戦の 組(添字) は棋士以外の枠での出場。 |                  |                      |                      |                      |                      |                      |                      |                      |                  |                  |                  |                  |                  |                  |                  |                  |                  |                  |

### 年度別成績
| 年度   | 対局数 | 勝数 | 負数 | 勝率   | (出典) |
| ------ | ------ | ---- | ---- | ------ | ------ |
| 2002   | 28     | 11   | 17   | 0.3928 | [ 23 ] |
| 2003   | 31     | 12   | 19   | 0.3870 | [ 24 ] |
| 2004   | 31     | 15   | 16   | 0.4838 | [ 25 ] |
| 2005   | 19     | 6    | 13   | 0.3157 | [ 26 ] |
| 2006   | 19     | 9    | 10   | 0.4737 | [ 27 ] |
| 2007   | 24     | 14   | 10   | 0.5833 | [ 28 ] |
| 2008   | 16     | 7    | 9    | 0.4375 | [ 29 ] |
| 2009   | 21     | 11   | 10   | 0.5238 | [ 30 ] |
| 2010   | 17     | 7    | 10   | 0.4117 | [ 31 ] |
| (小計) | 206    | 92   | 114  | 0.4466 |        |
| 年度   | 対局数 | 勝数 | 負数 | 勝率   | (出典) |
| 2011   | 14     | 5    | 9    | 0.3571 | [ 32 ] |
| 2012   | 18     | 7    | 11   | 0.3888 | [ 33 ] |
| 2013   | 13     | 4    | 9    | 0.3076 | [ 34 ] |
| 2014   | 27     | 15   | 12   | 0.5555 | [ 35 ] |
| 2015   | 1      | 0    | 1    | 0.0000 | [ 36 ] |
| (小計) | 73     | 31   | 42   | 0.4246 |        |
| 通算   | 279    | 123  | 156  | 0.4408 | [ 37 ] |